# Межа Фундації
«Межа Фундації» (англ. Foundation's Edge) —  науково-фантастичний роман американського письменника Айзека Азімова,  четвертий роман в серії «Фундація» і шостий роман в хронології Всесвіту серії. Роман вперше вийшов 1982 року у видавництві «Doubleday».

## Сюжет
Дія роману відбувається через 500 років після створення Першої Фундації. Вважалося, що Друга Фундація, яка за задумом Гарі Селдона призначена таємно керувати Першою, використовуючи психоісторію, була знищена (в попередньому романі «Друга Фундація»). Однак член Ради Фундації Голан Тревіз, в минулому офіцер космофлоту, вважає, що Друга Фундація все ще існує, оскільки план Селдона виконується підозріло точно, попри всі непередбачені обставини.
За наказом мера Термінуса (столиці Першої Фундації) Харлі Бранно, Голана заарештовують, звинувачують у державній зраді і висилають, але насправді дають таємний наказ знайти Другу Фундацію. Для маскування завдання разом з ним вирушає Янов Пелорат, професор стародавньої історії і міфолог, зацікавлений знайти місце розташування Землі, міфічного рідного світу людства. Їм надають новітній корабель з експериментальним двигуном.
Одночасно на Транторі, місці знаходження Другої Фундації, молодий і енергійний оратор Стор Гендібал намагається розшукати якусь третю силу, яка таємно керує подіями в Галактиці, включаючи Другу Фундацію. Цю третю силу назвали «анти-Мул», оскільки вона володіє подібною силою як і Мул (з роману «Фундація та Імперія»), але використовує його не для порушення плану Селдона, а для його підтримання.
Тревіз не хоче відвідувати Трантор, щоб Пелорат не застряг в Галактичній бібліотеці. Пелорат розказує відомі йому легенди про Землю, і Тревіз приходить до думки, що місце Другої Фундації, згадане як «кінець Галактики», може бути на Землі. Він вважає так, оскільки Земля є протилежністю Термінусу в хронологічному порядку заселення людьми. Зі стандартів відліку часу Пелорат робить висновок, що доба на Землі триває 24 години, рік 365 днів, і в неї є великий супутник (Місяць). Пелорат радить шукати планету Гея, чия назва означає Землю на одній із прадавніх мов.
Гендібал показує Раді Другої Фундації, що мозок Сури Нові, неодруженої дівчини з фермерського поселення на Транторі, містить малопомітні зміни, які були зроблені могутнішою силою, ніж Друга Фундація. Гендібал з Нові вирушають слідкувати за Тревізом, якого він вважає приманкою «анти-Мула».
Тревіз та Пелорат відвідують Сейшельський Союз, розташований в найдавнішому заселеному регіоні Галактики. З тамтешніх легенд вони дізнаються, що Земля ще на початку колонізації інших планет стала непридатна для життя. Жителі Союзу знають про Гею, але жодна з посланих туди експедицій не повернулася. Дослідники встановлюють координати Геї та відвідують її, проте це виявляється не Земля.
Планета є «суперорганізмом» з усіма живими та неживими предметами, в якого існує об'єднана свідомість, в доповнення до індивідуальних свідомостей. Пелорат закохується в місцеву жінку Бліссенобіареллу (Бліс), що прибула зустріти гостей. Бліс пояснює влаштування Геї та знайомить із старим чоловіком Домом. Той переповідає історію про те, як на Землі роботи, керуючись трьома законами робототехніки, перебрали на себе владу задля добробуту людства. Та згодом вони усвідомили, що цим обмежують свободу людей, тому подбали про те, аби Галактика стала придатною для життя, після чого вимкнулися. Гею заснували переселенці з Землі, що запровадили новий закон: «Гея не може заподіяти шкоду життю, або своєю бездіяльністю дозволити, щоб життю була заподіяна шкода». Також Дом пояснює, що Мул був утікачем з Геї, що хотів на власний розсуд встановити в Галактиці мир.
Гендібала перехоплює військовий корабель Першої Фундації з мером Бранно, його ментальні здібності блокуються силовим полем Першої Фундації. Нові виявляє себе як агентка Геї, що ставить Гею під загрозу завоювання Фундацією.
Бліс пояснює Тревізу, що Гея створила з допомогою Плану Селдона можливості для реалізації кількох варіантів розвитку Галактики. Приховано планета спонукала і Тревіза, щоб він зі своєю блискучою інтуїцією прибув на Гею та ухвалив рішення — хто керуватиме Галактикою: мер Бранно (Перша Фундація), Гендібал (Друга Фундація) чи Нові (Гея)? В останньому випадку колективна свідомість буде поширена на всіх мешканців Галактики, утворюючи нову сутність — Галаксію, що зробить увесь космічний простір новим середовищем життя для людей. Тревіз віддає перемогу Геї, вважаючи, що обидві Фундації призведуть до появи нової Імперії, де влада належатиме купці обраних осіб. Гендібалу та Бранно навіюють, що вони перемогли, а Геї не існує.
Тревіза ще хвилює останнє запитання: хто і чому витер згадки про Землю зі всіх джерел? Він заявляє про свій намір відвідати Землю, щоб упевнитись у своєму виборі. Також пояснює, що вибрав Гею, оскільки реалізація такого вибору займе більше часу, ніж поява другої Імперії, і його, в разі потреби, можна буде переглянути.

## Переклади українською
- Айзек Азімов. Межа Фундації / Переклад з англійської: Р. В. Клочко. — Х. : КСД, 2020. — 480 с. — (серія «Фундація»). — ISBN 978-617-12-8126-4.